# Mosè di Corene
Mosè di Corene, detto anche  Mosè Corenese (in armeno Մովսես Խորենացի?, Movses Khorenatsi; Regno d'Armenia, 410 circa – Armenia, 490), è stato uno storiografo armeno del V secolo, autore di una importante Storia dell'Armenia dalle origini dei tempi ai suoi giorni. L'opera, scritta per volere del principe Sahak, ebbe un notevole impatto sulla storiografia armena di epoca successiva.

## Biografia
Mosè nacque intorno al 410 d.C. nel villaggio di Khorni (Corene), nella provincia di Taron. Divenuto discepolo del teologo e linguista Mesrop Mashtots, ideatore dell'alfabeto armeno, fu inviato da costui ad Alessandria d'Egitto, al fine di apprendervi la lingua greca ed il siriaco, conoscenze indispensabili per coadiuvare il maestro nel suo lavoro di traduzione della Bibbia. 
Mosè lasciò l'Armenia tra il 432 e il 435 e si stabilì dapprima ad Edessa, studiando nelle biblioteche locali. Si mosse poi alla volta di Gerusalemme e di Alessandria, dove rimase per sei anni. Il viaggio si concluse con brevi puntate in Grecia e a Roma. Tornato in Armenia, scoprì che nel frattempo Mesrop era morto e che i dominatori persiani perseguitavano coloro che ritenevano troppo affini alla cultura, alla fede e alla politica dei nemici Romani d'Oriente, come lo stesso Mosè; decise pertanto di emigrare in un villaggio nei pressi di Etchmiadzin, dove trovò un riparo relativamente sicuro e dove si stabilì per diverso tempo.

## Opere

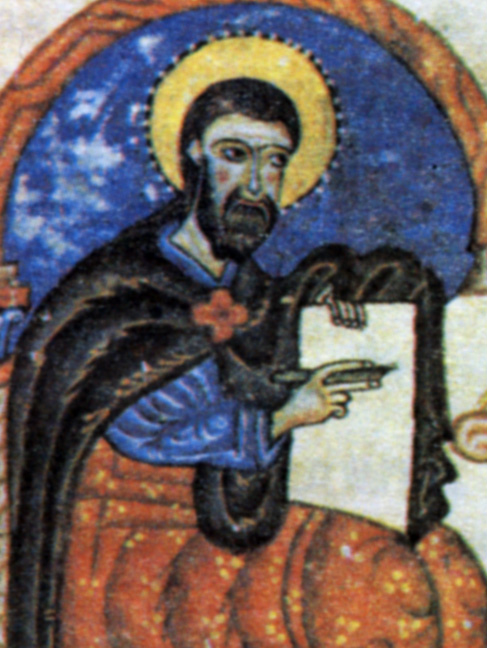
Mosè di Corene

Divenuto vescovo della sua comunità, Mosè fu contattato epistolarmente dal principe Sahak (o Isacco) Bagratuni, che gli commissionò una Storia dell'Armenia (Patmutyun Hayots) che doveva includere le biografie dei più antichi re della regione e delle più nobili famiglie di Nakharar. Mosè terminò la redazione della propria Storia nel 482, anno in cui Sahak morì in uno scontro armato con i Persiani. L'opera, prendendo le mosse dagli scritti di Beroso, Alessandro Poliistore e Abideno, riepiloga le vicende a partire da Adamo sino al regno del re sassanide Yazdgard II e alle sue lotte contro i Romani d'Oriente, includendo un dettagliato resoconto della morte dell'amato maestro Mesrop. Tra le numerose fonti di Mosè, oltre a quelle sopra citate, rammentiamo la Bibbia, lo storico armeno Mar Apas Catina e Giulio Africano.